# Пандия
Пандия в древногръцката митология е персонификация на светлината. Дъщеря е на Зевс и Селена. Известна е с красотата си сред боговете.